# Tunel średnicowy w Lipsku
Tunel średnicowy w Lipsku (niem. City-Tunnel Leipzig) – projekt kolejowy mający na celu przebudowę pasażerskiego układu transportu kolejowego w węźle kolejowym w Lipsku. Najważniejszym elementem jest ukończona w 2013 r. dwutorowa, zelektryfikowana linia kolejowa, która prowadzi ze stacji Leipzig Nord do dworca Leipzig Bayerischer Bahnhof. Między Leipzig Hauptbahnhof i Bayerischer Bahnhof linia biegnie w tunelu pod centrum miasta. Tunel składa się w zasadzie z dwóch pojedynczych torów, każdy o długości 1438 m i czterech podziemnych stacji. Wraz z rampami i łącznicą od strony południowej, długość całkowita wynosi 5,3 km.
Przez tunel biegną praktycznie wszystkie nowe linie S-Bahn Mitteldeutschland.
Budowa tunelu rozpoczęła się w lipcu 2003 roku, a uruchomienie początkowo planowano na koniec 2009 roku. Tunel został otwarty w dniu 14 grudnia 2013 roku. Koszt projektu szacuje się na 935 milionów EUR.